# Temelucha minnesotae
Temelucha minnesotae là một loài tò vò trong họ Ichneumonidae.